# Boomvoet

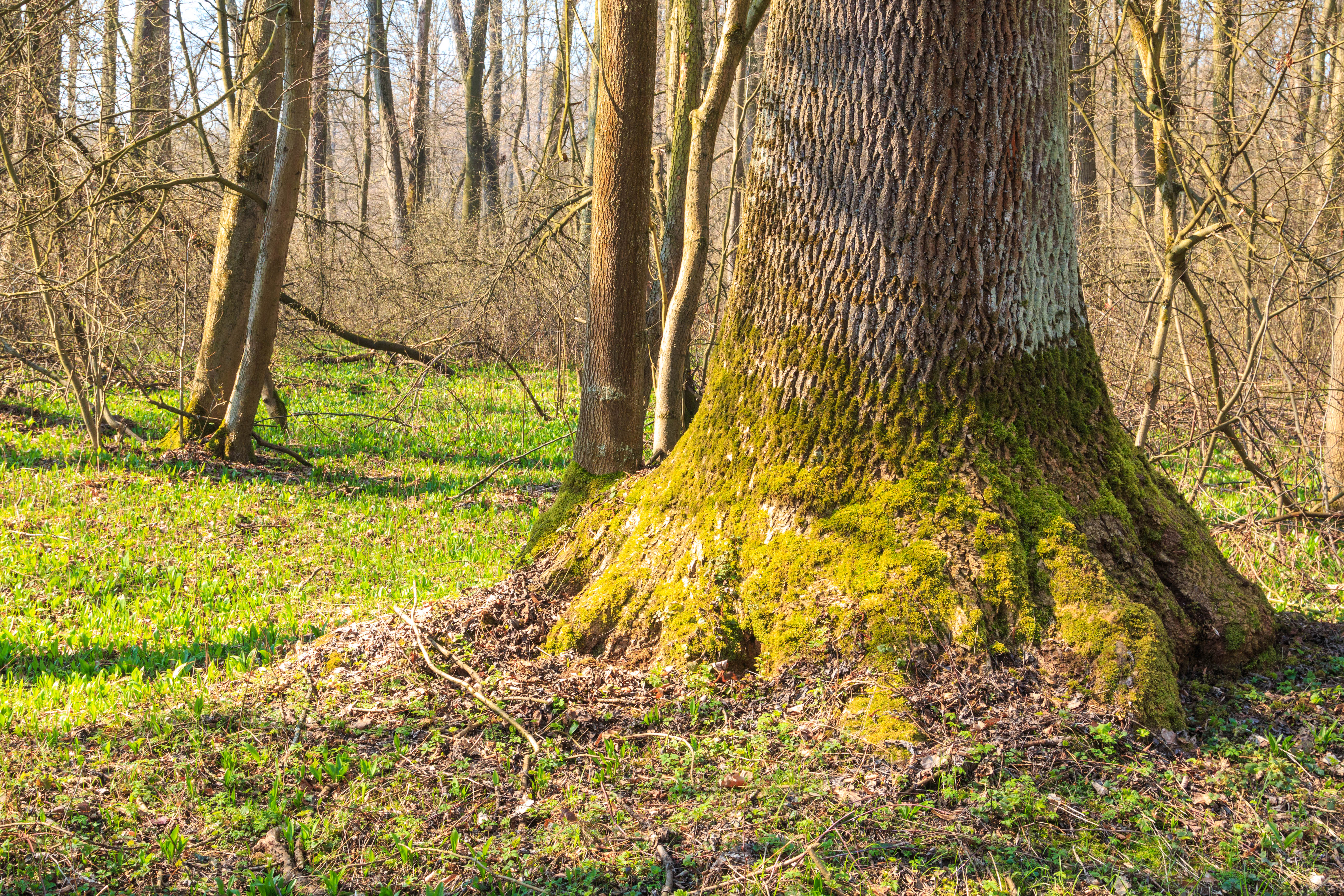
Boomvoet van een zomereik.

Met een boomvoet ofwel stamvoet wordt het onderste gedeelte van een staande boomstam bedoeld. Het betreft het deel dat direct boven de grond uitkomt; onder de boomvoet begint het ondergrondse wortelstelsel.
Een bijzonder, opvallend type boomvoet is de stoof; deze ontstaat bij hakhout wanneer een stobbe (cyclisch) opnieuw uitgroeit.

## Ecologie

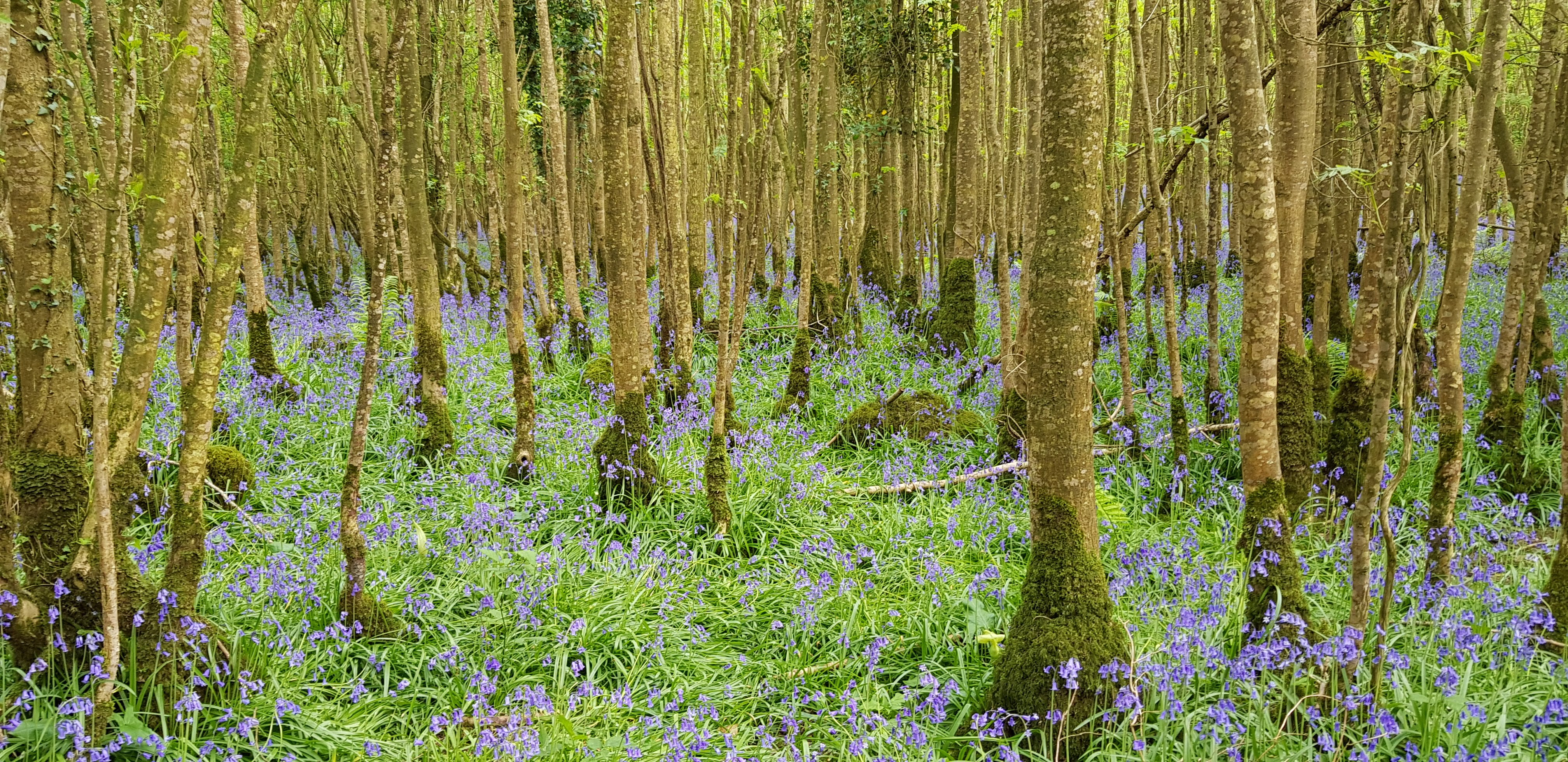
Loofbos van het Endymio-Fraxinetum waarin de boomvoeten opvallend dicht begroeid zijn met microvegetatie uit de kringmos-klasse.

Boomvoeten vormen een belangrijk microhabitat voor in het bijzonder mossen en korstmossen, die op veel boomvoeten epifytische microvegetatie vormen. Veel van deze soorten profiteren van het optrekkende vocht, dat hogerop de stam niet beschikbaar is. Ook kunnen boomvoeten vaak nog wat extra beschaduwd zijn door een hoge kruidlaag. Voorbeelden van zeldzame boomvoetbewonende korstmossoorten zijn boomvoetknoopjeskorst en boomvoetpoederkorst.

## Fotogalerij

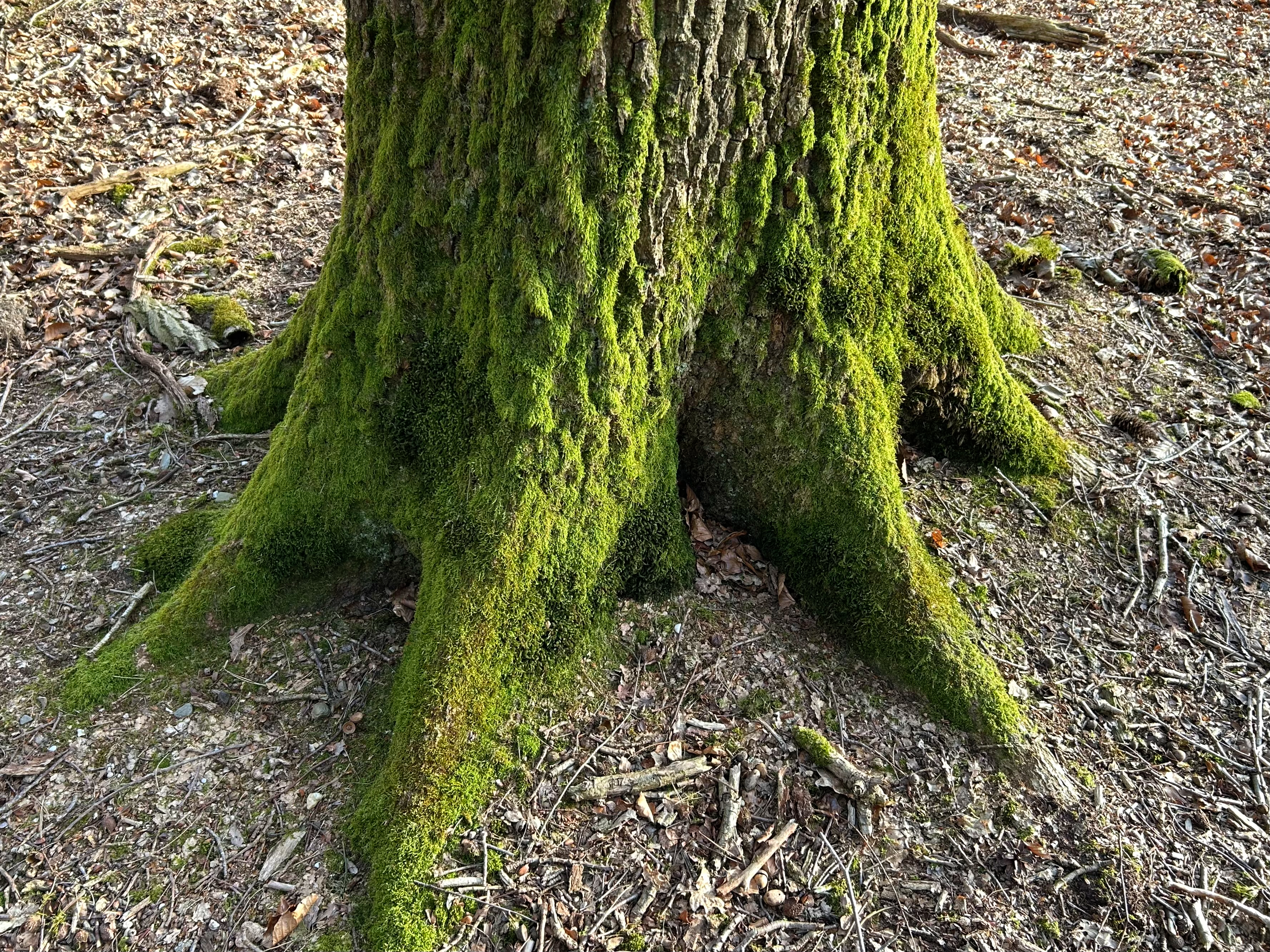
Een boomvoet begroeid met de associatie van gewoon sterrenmos en knikkend palmpjesmos
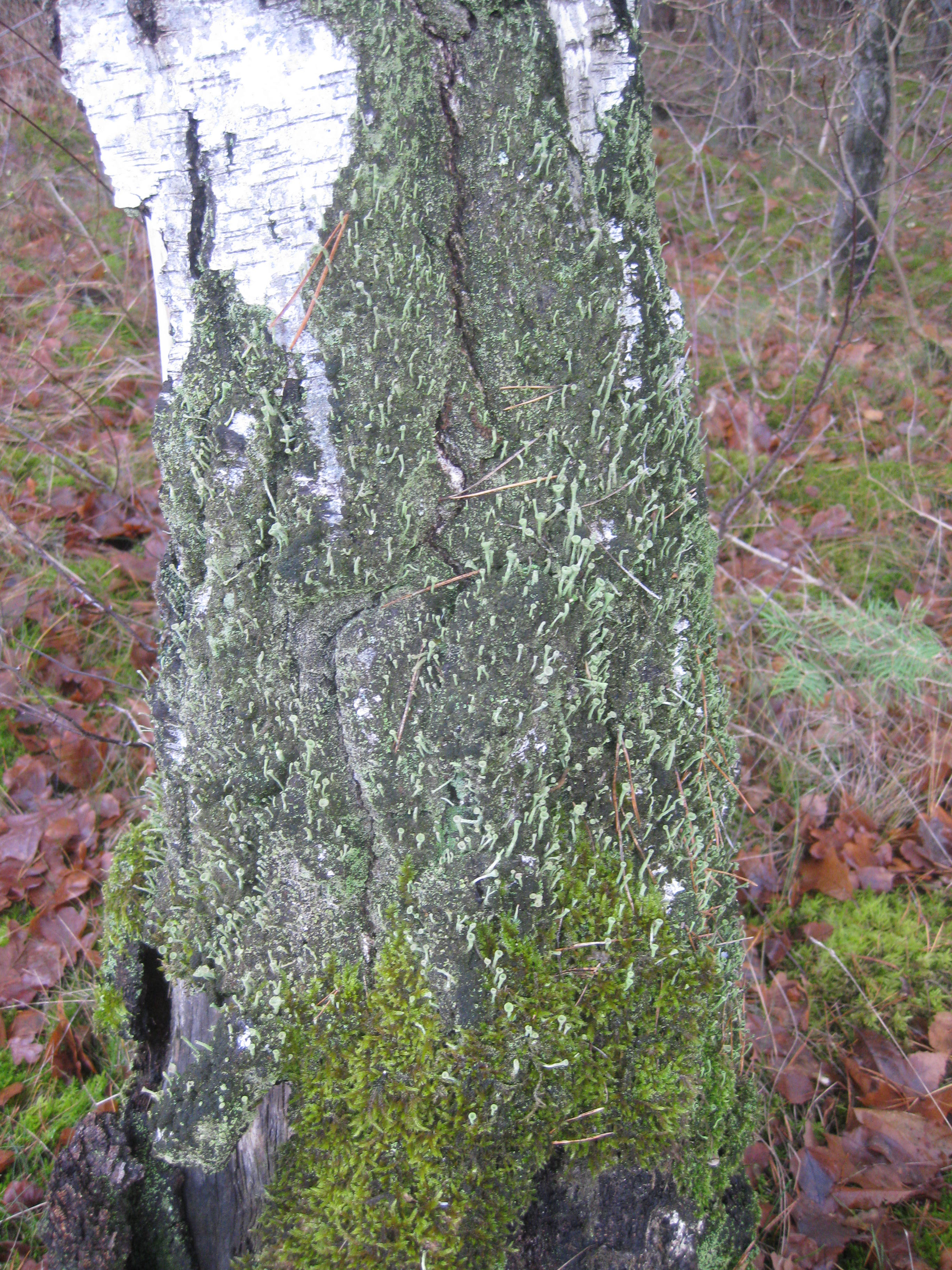
Boomvoet van een berk, begroeid met veel kopjesbekermos
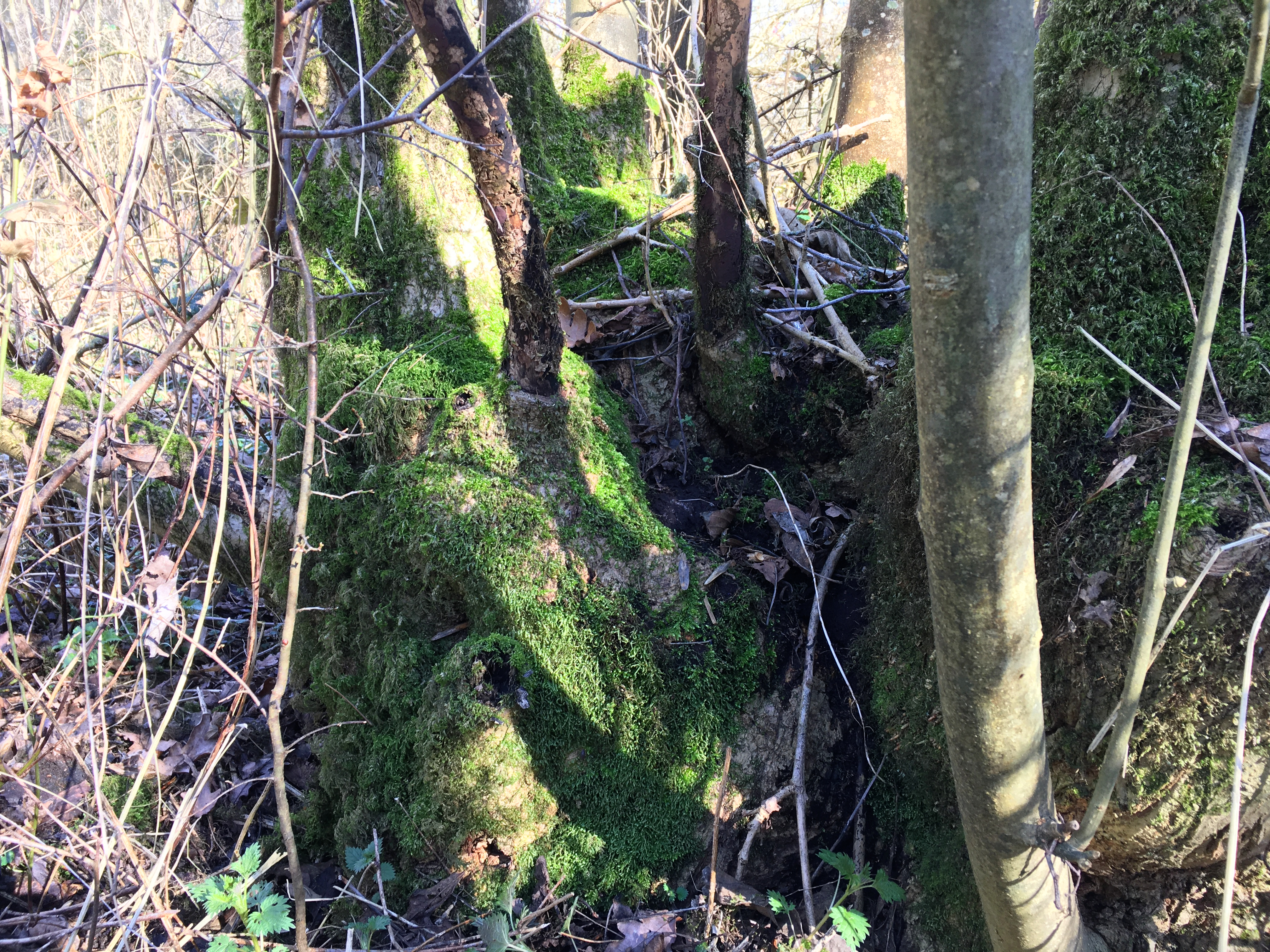
Een stoof begroeid met de touwtjesmos-associatie